# Coquitlam Lake
Coquitlam Lake är en sjö i Kanada.   Den ligger i provinsen British Columbia, i den södra delen av landet, 3 500 km väster om huvudstaden Ottawa. Coquitlam Lake ligger 147 meter över havet. Arean är 11,6 kvadratkilometer. Den sträcker sig 12,0 kilometer i nord-sydlig riktning, och 3,6 kilometer i öst-västlig riktning.
I omgivningarna runt Coquitlam Lake växer i huvudsak barrskog. Runt Coquitlam Lake är det tätbefolkat, med 411 invånare per kvadratkilometer.